# Goleba pallens
Goleba pallens là một loài nhện trong họ Salticidae.
Loài này thuộc chi Goleba. Goleba pallens được John Blackwall miêu tả năm 1877.